# Озас
Оза́с (фр. Auzas, окс. Ausàs) — коммуна во Франции, находится в регионе Юг — Пиренеи. Департамент — Верхняя Гаронна. Входит в состав кантона Сен-Мартори. Округ коммуны — Сен-Годенс.
Код INSEE коммуны — 31034.

## География

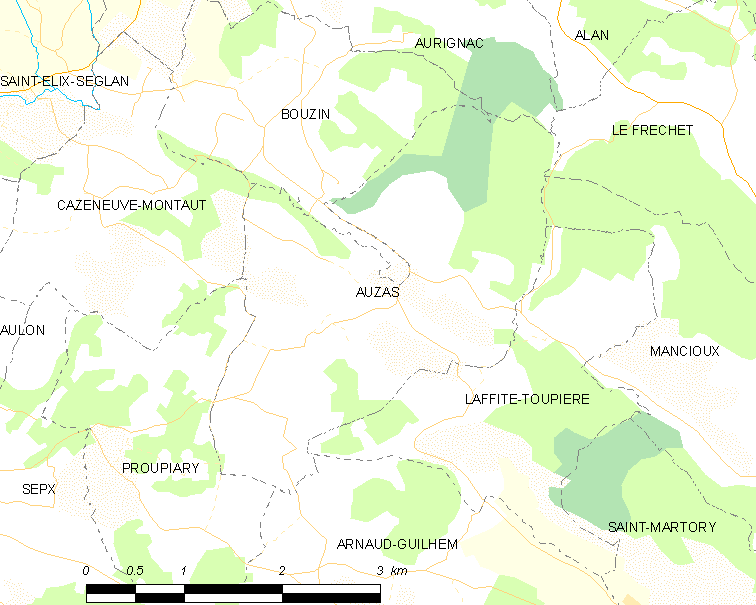
Карта коммуны

Коммуна расположена приблизительно в 650 км к югу от Парижа, в 70 км к юго-западу от Тулузы.
По территории коммуны протекает река Ну.

## Климат
Климат умеренно-океанический. Зима мягкая и снежная, весна характеризуется сильными дождями и грозами, лето сухое и жаркое, осень солнечная. Преобладают сильные юго-восточные и северо-западные ветры.

## Население
Население коммуны на 2010 год составляло 193 человека.
| 1962 | 1968 | 1975 | 1982 | 1990 | 1999 | 2010 |
| ---- | ---- | ---- | ---- | ---- | ---- | ---- |
| 187  | 179  | 175  | 163  | 142  | 133  | 193  |

## Экономика
В 2010 году среди 115 человек трудоспособного возраста (15—64 лет) 80 были экономически активными, 35 — неактивными (показатель активности — 69,6 %, в 1999 году было 62,0 %). Из 80 активных жителей работали 73 человека (36 мужчин и 37 женщин), безработных было 7 (6 мужчин и 1 женщина). Среди 35 неактивных 8 человек были учениками или студентами, 18 — пенсионерами, 9 были неактивными по другим причинам.

## Достопримечательности
- Церковь Св. Феликса